# 山梨県立富士河口湖高等学校
山梨県立富士河口湖高等学校（やまなしけんりつ ふじかわぐちここうとうがっこう）は、山梨県南都留郡富士河口湖町船津に所在する公立高等学校。学校の敷地は富士吉田市新倉にまたがっている。普通科を設置している。

## 設置学科
- 普通科

## 概要
AB棟からCD棟の渡り廊下に富士河口湖町と富士吉田市の境界線が走る。校門が富士河口湖町側にあるため、郵便物の送り先としては富士河口湖町となっている。
開校から長らく男子の制服は標準型の学生服、女子の制服はグレーのブレザーであったが、2020年度の入学生から男女とも紺のブレザーに変更された。また、女子はスカートスタイルとパンツスタイルから選択できる方式を採用している。

## 沿革
- 1976年5月 - 起工式
- 1976年12月 - 富士吉田市の富士と当時の河口湖町の河口湖を取って、富士河口湖高校と校名が決定
- 1985年4月 - 全学年8クラス編成となる
- 1996年9月 - 通信衛星講座受信システム設置
- 1997年4月 - 英数コース設置（2010年に廃止）
- 2020年4月 - 制服を改定

## 出身者
- 青木人志 - 法学者（一橋大学教授）
- 武藤敬司 - プロレスラー 第2期生
- すもと亜夢 - 漫画家 第11期生
- 渡邉一久  - プロボクサー（元日本フェザー級チャンピオン） 第23期生
- 柴田文江 - プロダクトデザイナー
- 新藤耕平 - ボート選手